# Чунаругхат
Чунаругхат (бенг. চুনারুঘাট, англ. Chunarughat) — город на востоке Бангладеш, административный центр одноимённого подокруга. Площадь города равна 3,53 км². По данным переписи 2001 года, в городе проживало 6631 человек, из которых мужчины составляли 53,10 %, женщины — соответственно 46,9 %. Уровень грамотности взрослого населения составлял 46,5 % (при среднем по Бангладеш показателе 43,1 %). Город является крупным торговым центром.